# Wajin
 (août 2024).
La mise en forme du texte ne suit pas les recommandations de Wikipédia : il faut le « wikifier ».
Les points d'amélioration suivants sont les cas les plus fréquents. Le détail des points à revoir est peut-être précisé sur la page de discussion.
- Les titres sont pré-formatés par le logiciel. Ils ne sont ni en capitales, ni en gras.
- Le texte ne doit pas être écrit en capitales (les noms de famille non plus), ni en gras, ni en italique, ni en « petit »…
- Le gras n'est utilisé que pour surligner le titre de l'article dans l'introduction, une seule fois.
- L'italique est rarement utilisé : mots en langue étrangère, titres d'œuvres, noms de bateaux, etc.
- Les citations ne sont pas en italique mais en corps de texte normal. Elles sont entourées par des guillemets français : « et ».
- Les listes à puces sont à éviter, des paragraphes rédigés étant largement préférés. Les tableaux sont à réserver à la présentation de données structurées (résultats, etc.).
- Les appels de note de bas de page (petits chiffres en exposant, introduits par l'outil «  Source ») sont à placer entre la fin de phrase et le point final[comme ça].
- Les liens internes (vers d'autres articles de Wikipédia) sont à choisir avec parcimonie. Créez des liens vers des articles approfondissant le sujet. Les termes génériques sans rapport avec le sujet sont à éviter, ainsi que les répétitions de liens vers un même terme.
- Les liens externes sont à placer uniquement dans une section « Liens externes », à la fin de l'article. Ces liens sont à choisir avec parcimonie suivant les règles définies. Si un lien sert de source à l'article, son insertion dans le texte est à faire par les notes de bas de page.
- La présentation des références doit suivre les conventions bibliographiques. Il est recommandé d'utiliser les modèles {{Ouvrage}}, {{Chapitre}}, {{Article}}, {{Lien web}} et/ou {{Bibliographie}}. Le mode d'édition visuel peut mettre en forme automatiquement les références.
- Insérer une infobox (cadre d'informations à droite) n'est pas obligatoire pour parachever la mise en page.

Pour une aide détaillée, merci de consulter Aide:Wikification.
Si vous pensez que ces points ont été résolus, vous pouvez retirer ce bandeau et améliorer la mise en forme d'un autre article.
Wajin (倭人, Wajin, littéralement "peuple Wa") est : 
- au sens strict, l'ancien nom du groupe ethnique du peuple Yayoi qui vivait dans l'archipel japonais (voir aussi l'article "Yamato (ethnie)").
- Au sens large, un groupe ethnique principalement actif en mer entre la Chine continentale, la péninsule coréenne et l'archipel japonais.

En général, les Wajin qui se sont établis sur l'archipel japonais sont devenus le peuple Yayoi, les ancêtres du peuple Yamato. Le mot « Wajin » fait également référence à des groupes apparentés situés en dehors du Japon.
La première apparition certaine de Wajin se trouve dans le « Traité de géographie » (地理志) du Livre des Han (漢書). Après cela, on trouve dans « Gishi Wajinden » (魏志倭人伝)[réf. incomplète], leur mode de vie, leurs habitudes et le fonctionnement de la société  et, ils se distinguent du peuple Han coréen 韓人 et du peuple Waï (濊人) par des points communs culturels tels que le mode de vie, les coutumes et les langues.
Des descriptions sur les Wajin peuvent être trouvées dans l'Ancien Livre des Tang (945 après J.-C.) et le Nouveau Livre des Tang (1060 après J.-C.)
Plusieurs linguistes, dont Alexander Vovin et Juha Janhunen, suggèrent que les langues japoniques étaient parlées par les Wajin et étaient présentes dans de grandes parties du sud de la péninsule coréenne. Selon Vovin, ces « langues japonaises péninsulaires » ont été remplacées par des locuteurs coréens (appartenant peut-être à la branche Han ). Cet événement fut probablement la raison de la migration des Yayoi au Japon. Janhunen suggère également que les premiers Baekje étaient encore majoritairement japonophones avant d'être remplacés ou assimilés dans la nouvelle société coréenne.

## Origine du nom
Il existe plusieurs théories expliquant pourquoi certaines personnes vivant dans l'archipel japonais ont été appelées « Wajin » (倭人). Un officiel du royaume de Wei, Ru Chun (魏の官人如淳), a soutenu que l'origine de Wa aurait été basée sur la coutume du « tatouage (委する) sur visage humain (人面に)», mais cette théorie est niée parce que les sons de Wa (倭) et Yan (委) étaient différents.
Au début de la période Heian (794 à 1185), l'introduction des « note de Kônin (弘仁) » ( "note des cours de Nihon Shoki" (日本書紀私記) décrit la théorie selon laquelle les chinois ont écrit "Wakoku" (pays de Wa, 倭の国), parce que la personne présente (japonais) utilisait le mot "wa" (わ) en voulant parler de lui même ("je" en français).
De plus, comme le mot « Wa » signifie obéissant (従順) dans le dictionnaire « Shuowen Jiezi 说文解字», Ichijō Kaneyoshi a argué que les chinois ont utilisé ce mot Wa (倭) « parce que le cœur humain de Wajin était obéissant » (Nihon Shoki Sanso (日本書紀纂疏) "), de nombreux érudits confucéens postérieurs suivent cela.
Il existe également une théorie selon laquelle « Wa » (倭) signifiait « une race de petite taille ».
Le philosophe japonais Kinoshita Jun'an affirme qu'il s'appelait Wa (倭) parce qu'il était une personne de petite taille (nain, 矮人). Arai Hakuseki a déclaré dans « Koshitsū » (古史通) que la translittération de « Ōkuni » (オホクニ) était « Wakoku » (倭国). De plus, l'écrivain Motohiko Izawa a déclaré : « Lorsque les humains du continent entendaient le nom de leur pays, faute de notion de la nation, ils répondaient par rapport à leur propre organisation, qui était le « 輪 » (Wa = anneau, village de douve circulaire 環濠集落). » De nombreuses théories ont été formulées de cette manière, mais aucune n'est définitive.
Il y a un certain désaccord avec l'interprétation de « Wakoku » (倭(委)奴国) comme « Wa-no-Na-no-kuni » (pays de Na de Wa). Selon certains érudits qui ont interprété le texte original de "Gishi wajinden", le mot « Na / yatsu » (奴) désignait une femme en terme péjoratif. Le pays Wa, gouverné par une reine, était appelé « Wa-no-Nakoku » (倭奴国), appellation qui devrait être également considérée comme un terme péjoratif dans la hiérarchie sinocentrique vis-à-vis d'un pays inférieur. Cependant, de tels termes péjoratifs sont devenus progressivement obsolètes dans les pays appartenant à la zone d'influence de la Chine, à la suite des échanges avec les émissaires envoyés par le gouvernement japonais (Kenzuishi et Kentôshi).